# 汉旺地震工业遗址纪念中心

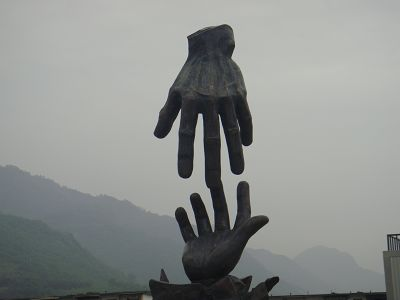
雕塑：大爱永生

汉旺地震工业遗址纪念中心位于中国四川省绵竹市汉旺镇，是为纪念汶川大地震而设立的纪念馆。
汉旺镇是大型企业东方汽轮机厂的所在地，在汶川大地震中，东方汽轮机厂厂房倒塌，损失严重。整个遗址公园总面积为1.72平方公里，包括东汽厂区、东汽生活区、汉旺钟楼、汉旺部分场镇遗址等。纪念馆设于厂区外，与东汽正门、汉旺钟楼隔街相望，建筑面积500平方米，由北京清华安地建筑设计顾问有限责任公司等单位设计，已于2009年5月12日开馆。在中心外的广场上，是一座大手牵小手的“大爱永生”雕像，雕塑由北京798艺术设计部落林天强博士设计。